# Hobulaid
Hobulaid est une île d'Estonie située dans le golfe de Riga.

## Géographie
Elle est située entre Vormsi et Rohuküla. Un phare de 13 mètres de hauteur est installé sur sa pointe Sud. 

## Histoire
Elle est mentionnée dans les chroniques suédoises dès 1391. Au Moyen Âge, elle faisait partie de l'Évêché d'Ösel-Wiek à Haapsalu. Aujourd'hui, l'île est un important site de reproduction pour de nombreuses espèces d'oiseaux.

## Galerie

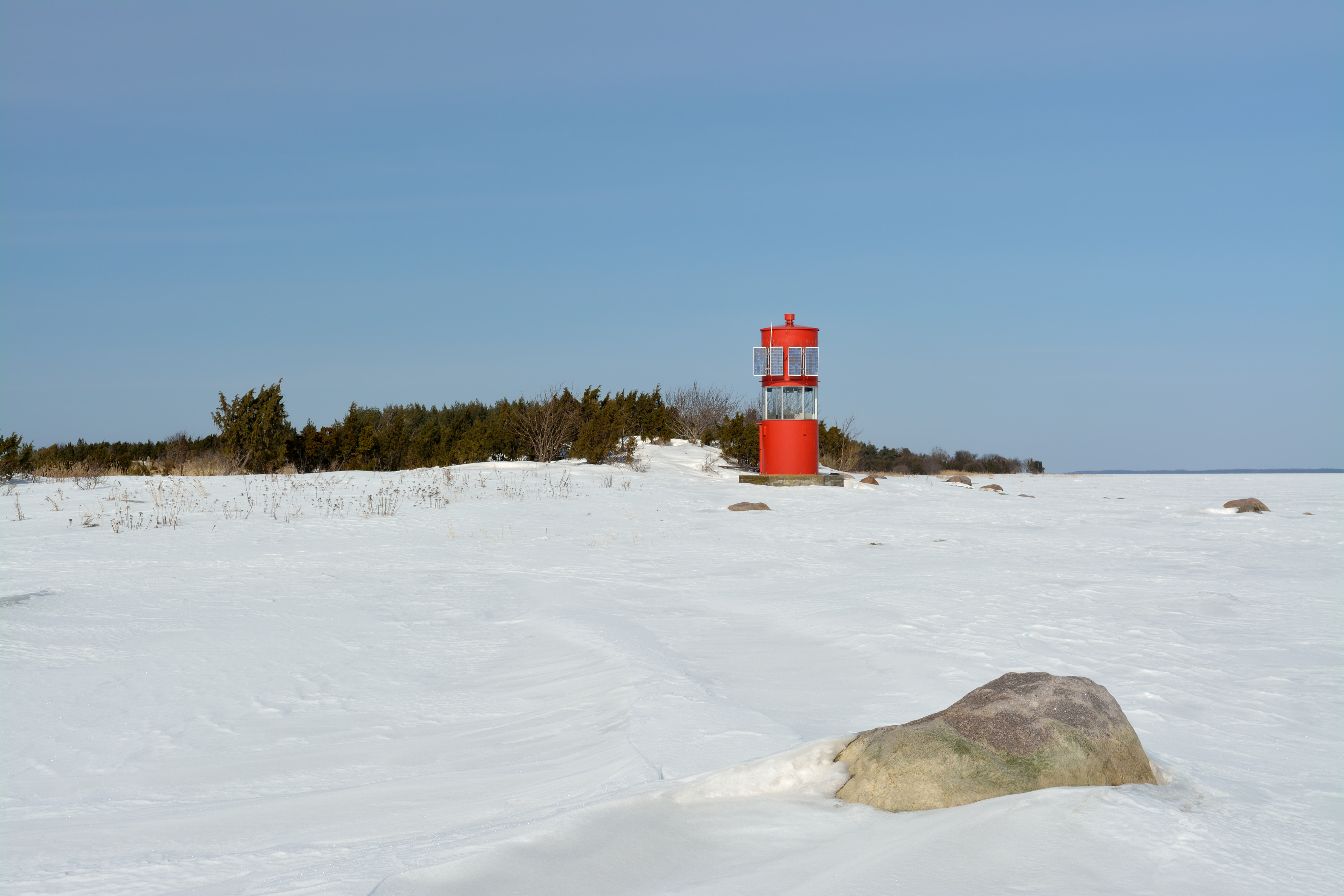
Vue du phare
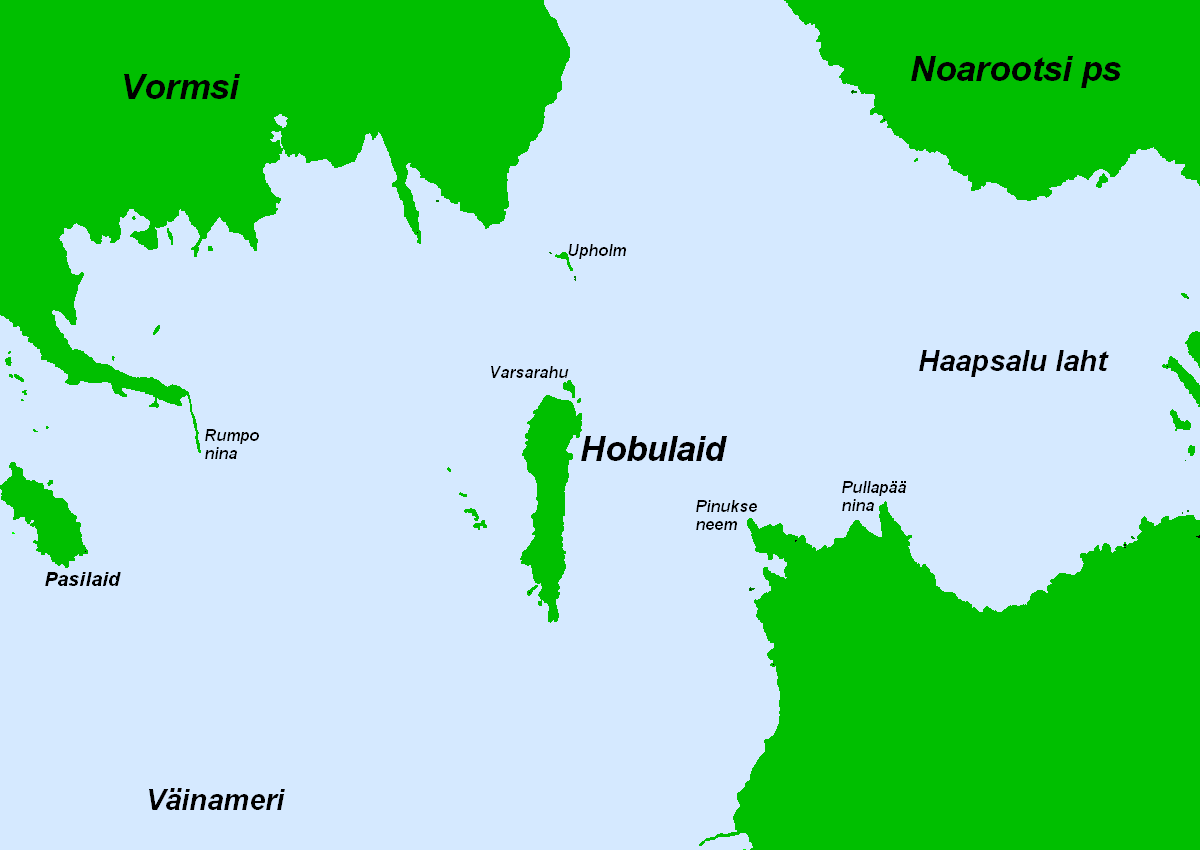
Situation
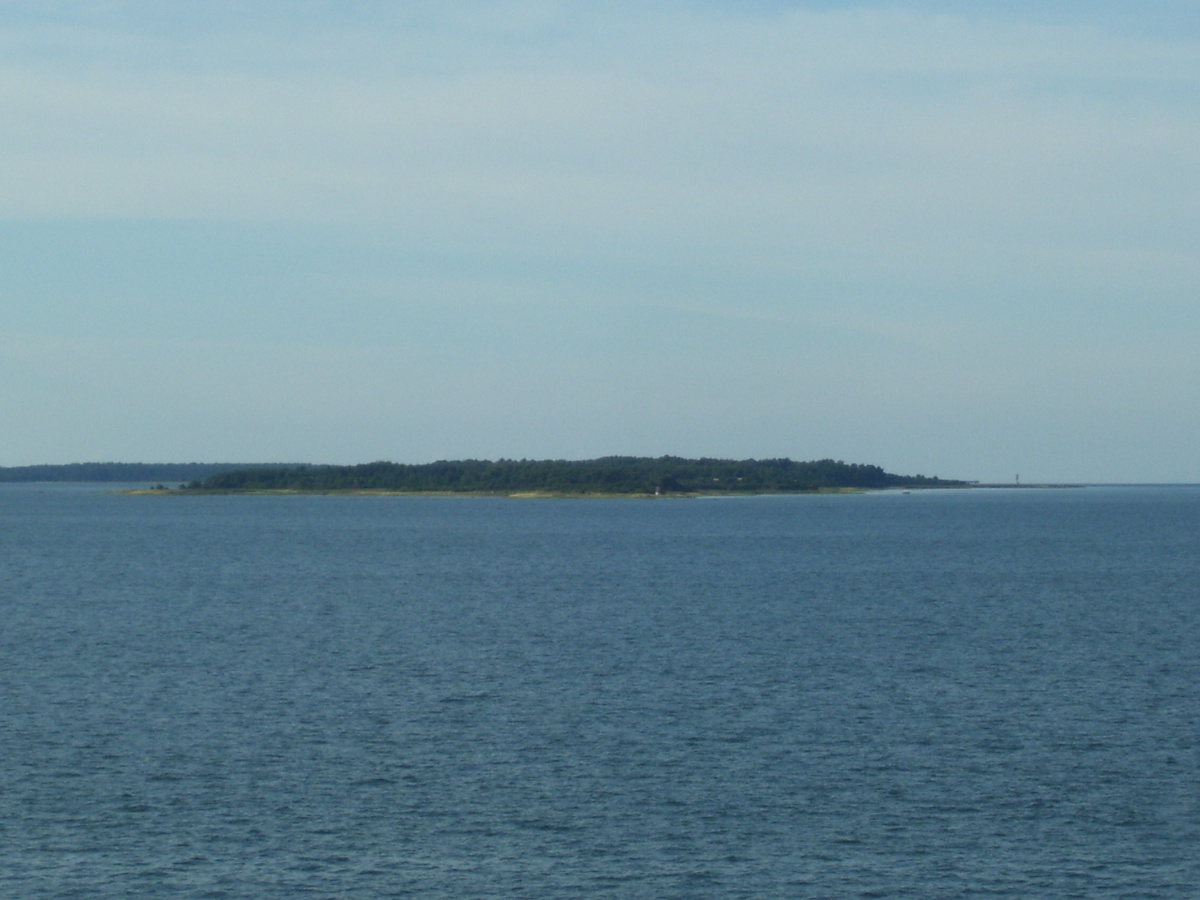
Vue de l'île